# Escuela Técnica Superior de Ingenieros Informáticos (Universidad Politécnica de Madrid)

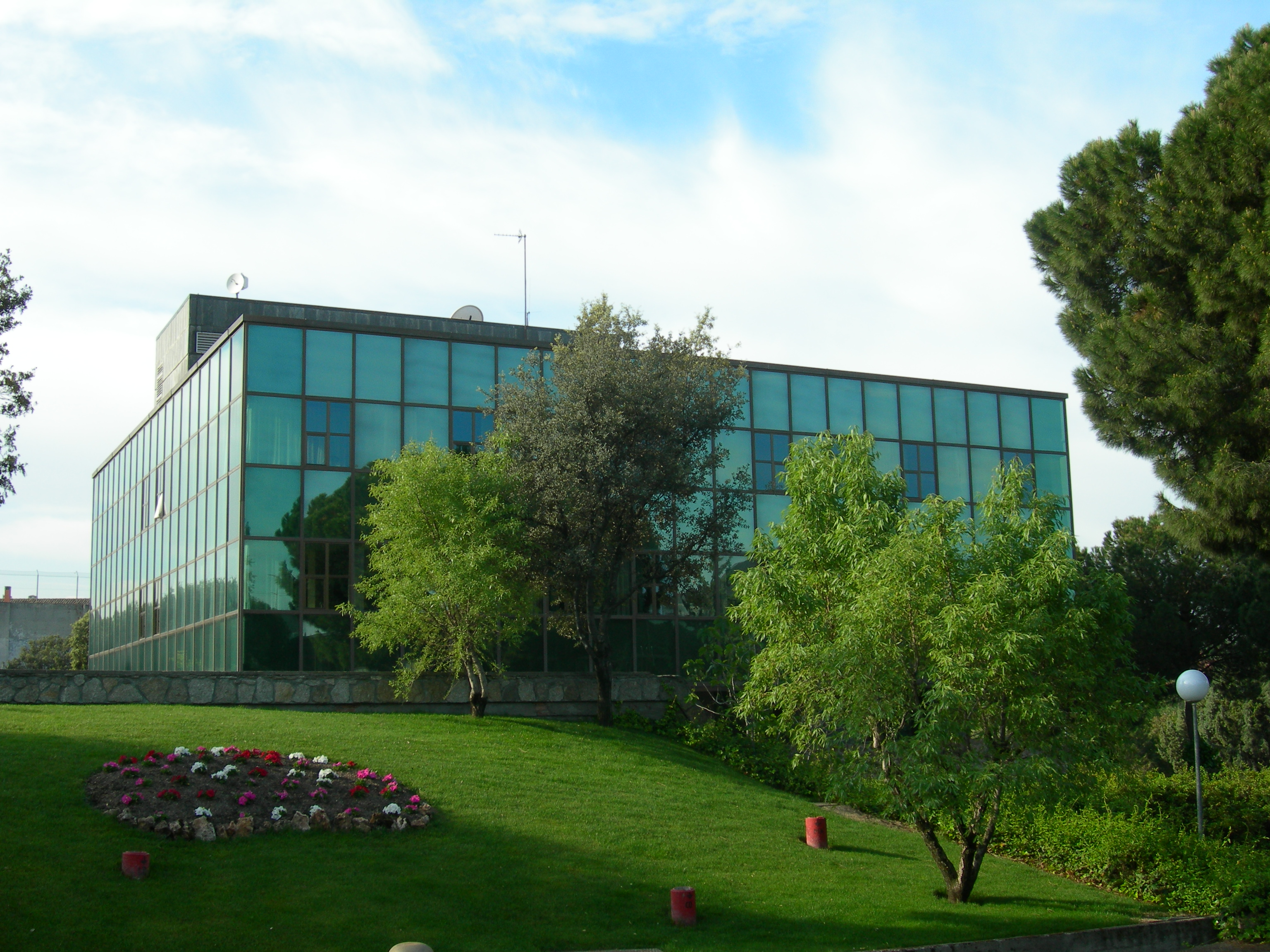
Bloque 1 (decanato, administración, departamento de matemáticas).

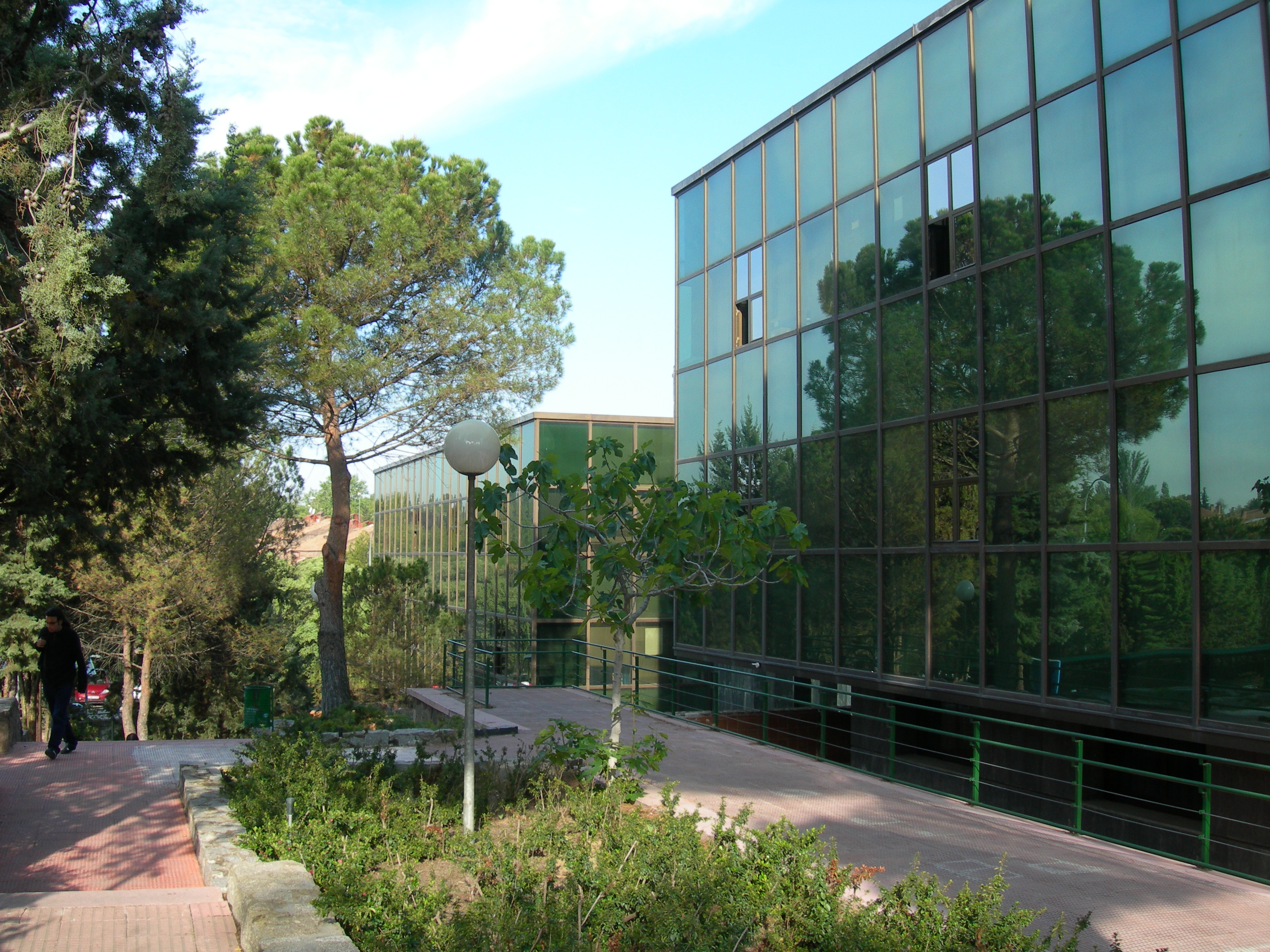
Bloques 2, 3 y 4 (laboratorios de investigación, aulas, cafetería, biblioteca, centro de cálculo).

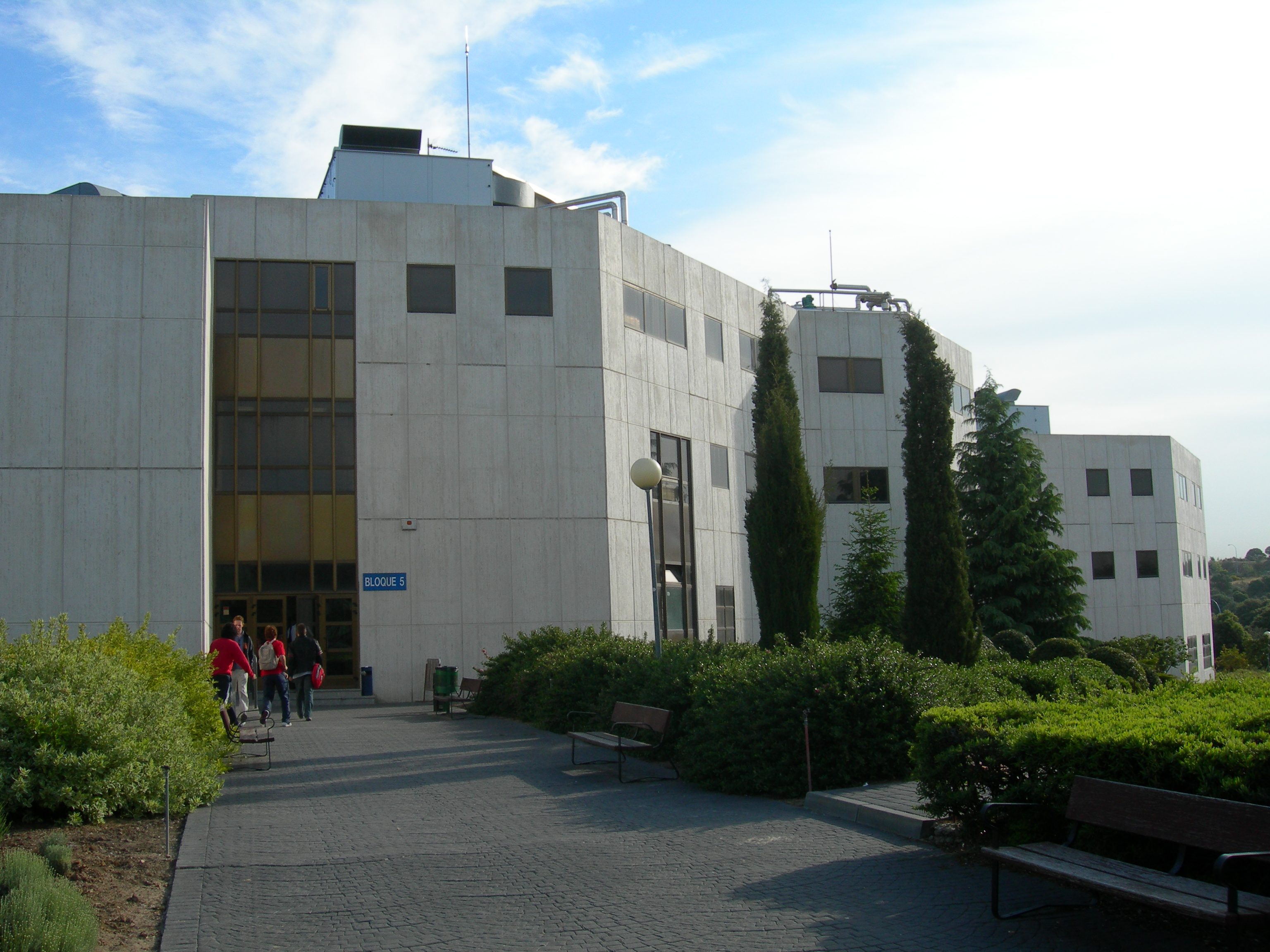
Bloques 5 y 6 (aulas).

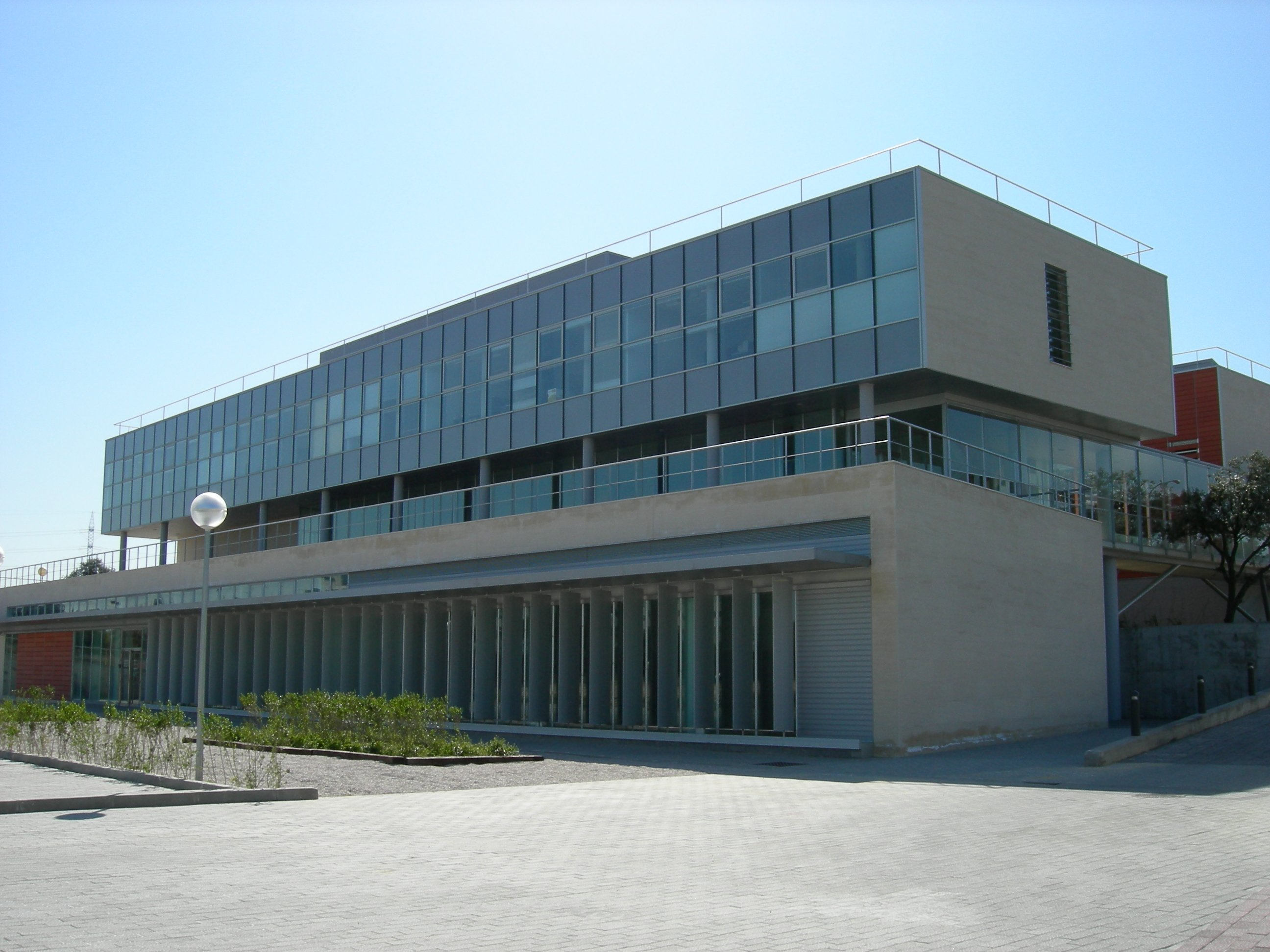
Edificio CeSViMa, que aloja el supercomputador Magerit adscrito a la Escuela.

La Escuela Técnica Superior de Ingenieros Informáticos (ETSIInf) de la Universidad Politécnica de Madrid es el centro más antiguo de España que imparte la titulación de Ingeniero en Informática de los que existen. Desde 2009 se imparte también el Grado en Matemáticas e Informática  y a partir del curso 2016-17 también se imparte el doble grado en Ingeniería Informática y Administración y Dirección de Empresas. En el año 2020 fue implantado además, el grado en Ciencia de Datos e Inteligencia Artificial. 
Durante mucho tiempo fue conocida como Facultad de Informática de Madrid, dado que era la única existente en esta Comunidad. 
Es el primer centro ubicado en el Campus de Montegancedo, donde ha sido el único centro durante casi 10 años, en la confluencia de los municipios de Alcorcón, Pozuelo de Alarcón y Boadilla del Monte, al que se trasladó en 1988 desde su primera ubicación en el Campus Sur. En la actualidad comparte el campus con el Parque Científico y Tecnológico de la UPM.
La Escuela Técnica Superior de Ingenieros Informáticos tiene una gran proyección internacional y mantiene acuerdos de Doble Titulación con las universidades europeas más importantes, permitiendo así obtener el título de Ingeniero en Informática y el título de la universidad europea con la que esté establecido el acuerdo.

## Historia
El origen de la escuela se remonta al decreto del 29 de marzo de 1969, por el que se creó el Instituto de Informática de Madrid, dependiente del Ministerio de Educación y Ciencia. Tras diversos cambios en los planes de estudios, el proceso culminó el 20 de febrero de 1974 con la publicación de una Orden Ministerial que establecía la creación de una comisión encargada de elaborar un informe sobre los estudios de Informática y determinar cuáles podrían ser incorporados a la Universidad.
Posteriormente, mediante el Decreto de 4 de marzo de 1976, se creó la Facultad de Informática, pionera en la implantación de los estudios de "Licenciado en Informática" en España. Esta titulación fue sustituida en 1996 por la de "Ingeniero en Informática", tras numerosas demandas por parte de titulados, profesionales y estudiantes, ya que era el único centro de ensenanzas superiores de la Universidad Politécnica de Madrid que ofrecía una licenciatura en lugar de una ingeniería. Además, se publicó una resolución de la Subsecretaría del Ministerio de Educación y Ciencia que aprobaba el modelo de emblema para los títulos de Licenciados en Informática.
En 2002, los títulos de Licenciado fueron homologados a los de Ingeniero mediante mediante una orden ministerial. No existe la posibilidad de convalidar los títulos, ya que son equivalentes pero presentan diferente denominación.
En 2004 se originaron dos instalaciones singulares asociadas a la escuela: el Museo Histórico de la Informática y el Centro de Supercomputación y Visualización de Madrid (CeSViMa). Este último se encuentra ubicado en el edificio homónimo del Parque Científico y Tecnológico de la UPM situado en el mismo campus de la escuela.
En 2010, una ley autonómica creó el Colegio Profesional de Ingenieros en Informática de la Comunidad de Madrid (CPIDI), lo que representó otro hito relevante en la historia de la escuela, al satisfacer una demanda histórica y situar estos estudios en igualdad de condiciones con otras titulaciones de la Universidad Politécnica de Madrid.
En 2013, la institución cambió su denominación a Escuela Técnica Superior de Ingenieros Informáticos.

## Instalaciones

### Museo Histórico de la Informática
El Museo Histórico de la Informática es una exposición, pionera en España, de la evolución de las distintas áreas que conforman la informática con información didáctica y objetos relevantes. En la actualidad, el museo se compone de 8 paneles gráficos que describen de forma didáctica los 80 objetos expuestos entre los que se encuentran memorias de ferrita, tubos de vacío, tarjetas perforadas, distintos modelos de microprocesadores... Los fondos del museo alcanzan los 500 objetos.
El museo también expone un PC abierto y en funcionamiento con una explicación cada una de sus partes y su funcionamiento.

### Centro de Supercomputación y Visualización de Madrid (CeSViMa)
El Centro de Supercomputación y Visualización de Madrid alberga el supercomputador más potente de España: Magerit.[cita requerida] Este supercomputador pretende satisfacer las necesidades de cómputo de muchas investigaciones.
Poco después de su fundación, el CeSViMa se integró en la Red Española de Supercomputación, de la Red de e-Ciencia y de la Red de Laboratorios de la Comunidad de Madrid
El centro también dispone de instalaciones para visualización interactiva 3D y un escáner terrestre.

## Organización

### Titulaciones
- Graduado en Ingeniería Informática (Plan 2009)
- Graduado en Matemáticas e Informática (Plan 2009)
- Licenciado en Informática (Plan retirado)
- Ingeniería informática (desde 1996)
- Doble Grado en Ingeniería Informática y en Administración y Dirección de Empresas (desde 2016)
- Grado en Ciencia de Datos e Inteligencia Artificial
- Doctorado en Inteligencia Artificial
- Doctorado en Software y Sistemas con Mención hacia la Excelencia 2011-2014
- Doctorado en Software, Sistemas y Computación
- Máster Universitario en Ingeniería Informática
- Máster Universitario en Ingeniería del Software (European Master on Software Engineering)
- Máster Universitario en Inteligencia Artificial
- Máster Universitario en Software y Sistemas
- Máster Universitario en Biología Computacional
- EIT Master's Programme in ICT Innovation: Data Science (desde el curso 2015-2016)
- EIT Master's Programme in ICT Innovation: Human-Computer Interaction and Design (desde el curso 2017-2018)

### Departamentos
- Arquitectura y Tecnología de Sistemas Informáticos (DATSI)
- Inteligencia Artificial (DIA)
- Lenguajes y Sistemas Informáticos e Ingeniería de Software (DLSIIS)
- Matemática Aplicada a las Tecnologías de la Información y de la Comunicación (DMATIC)

#### Secciones departamentales
- Lingüística Aplicada a la Ciencia y la Tecnología
- Ingeniería de Organización, Administración de Empresas y Estadística

### Representación del alumnado
- Web de la Delegación de Alumnos[8]
- Secretaría de Alumnos[9][10]

### Grupos de Investigación
- Aplicación de las TIC a los procesos de enseñanza-aprendizaje.
- Babel. Desarrollo de software fiable y de alta calidad a partir de tecnología declarativa.
- CETTICO. Grupo de investigación en tecnología informática y de las comunicaciones.
- Computación lógica, Lenguajes, Implementación y Paralelismo (CLIP).
- Grupo de Investigación de Fundamentos Matemáticos para Soft Computing.
- Grupo de Investigación de Ingeniería del Software Empírica (GrISE).
- Grupo de Investigación en Información y Computación Cuántica (GIICC).
- Grupo de Investigación de Minería de Datos y Simulación (MiDaS)
- Grupo de Investigación en Sistemas Inteligentes e Ingeniería del Conocimiento (I&K).
- Grupo de Análisis de Decisiones y Estadística (DASG, Decision Analysis and Statistics Group).
- Grupo de Aprendizaje Colaborativo (CICLOPE).
- Grupo de Computación Natural.
- Grupo de Inteligencia Computacional (CIG).
- Grupo de Informática Biomédica (GIB).
- Grupo de Ingeniería Ontológica (OEG, Ontology Engineering Group).
- Laboratorio de Inteligencia Artificial (LIA).
- Grupo de Validación y Aplicaciones Industriales.
- Informática Aplicada al Procesado de Señal e Imagen.
- Ingeniería del Software Empírica.
- Laboratorio de Sistemas Distribuidos (LSD).
- Percepción Computacional y Robótica (PCR, Perception for Computers and Robots).
- Polinomios Ortogonales y Geometría Fractal.
- Seguridad y Mejora de Procesos (SEMEPRO).

### Grupos de Cooperación
- Tecnología para el Desarrollo y la Cooperación (TEDECO).

### Asociaciones
- Tuna de Informática.
- Agrupación de teatro Histrión.
- Investigación y Desarrollo de la Informática Musical (I.D.I.M.).
- Club de Informática y Telemática (C.I.T.F.I.).
- Association for Computing Machinery (A.C.M.) - Capítulo de estudiantes.
- Agrupación Socio-Cultural de la Facultad de Informática (ASCFI). Onda expansiva-Radio FI.
- Club deportivo.
- Corporación T.S.J. (Revista Coleópteros).
- Asociación de Robótica y Domótica.
- Alfa-Omega.
- Grupo de Espeleología.
- NERV
- TICProc - Solutions.

## Curiosidades

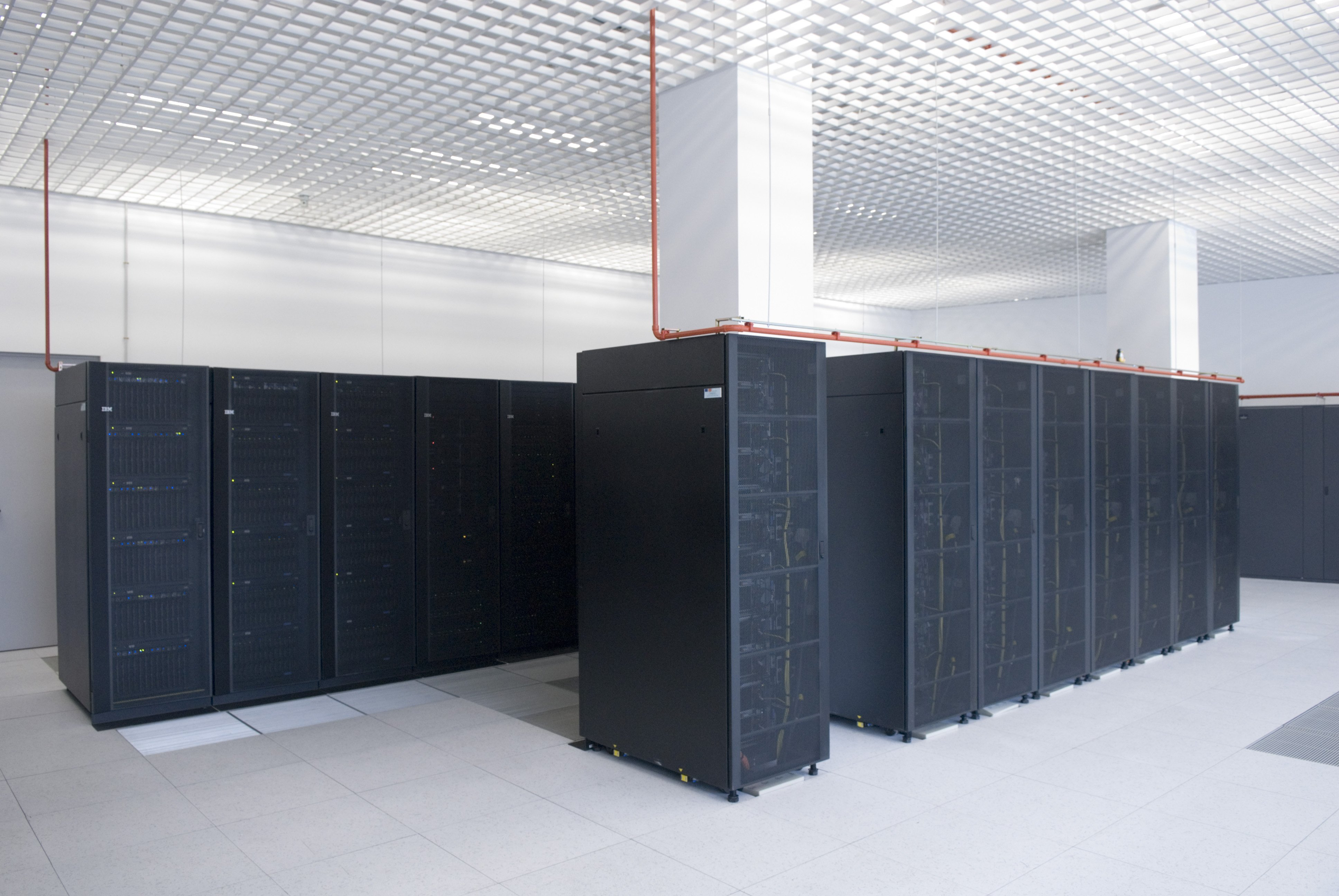
Supercomputador Magerit

- Las distintas aulas de la facultad tienen asociado un personaje relevante de la historia de la informática, además de una identificación numérica. Se pueden citar como ejemplos los creadores del lenguaje C, Ken Thompson y Dennis M. Ritchie, o Blaise Pascal entre otros.
- Algunas asignaturas permiten el acceso al supercomputador Magerit para la realización de prácticas.
- Las instalaciones de la escuela cuentan con un área de trabajo en grupo para los alumnos. El 25 de mayo de 2012 esta área recibió el nombre de Rafael Méndez Cavanillas, profesor de la propia escuela, a petición del alumnado vía la Delegación de Alumnos en agradecimiento a su excelente labor docente y a su incondicional dedicación al alumnado.

## Profesores e investigadores destacados
- Asunción Gómez Pérez: Actualmente es Vicerrectora de Investigación, Innovación y Doctorado y catedrática de la Universidad Politécnica de Madrid (UPM). En 2015 recibió el Premio Nacional de Informática ARITMEL,[11] el Premio Anual de Investigación de la UPM y el Premio a las Mejores Ideas de Negocio XII. Es también Premio Ada Byron a la mujer tecnóloga.

- Manuel Hermenegildo: Catedrático de la Universidad Politécnica de Madrid. Premio Nacional de Informática ARITMEL en 2005[12]

- Juan José Moreno Navarro: Catedrático de la Universidad Politécnica de Madrid. Premio Ramón Llul en 2006[13]

- Pedro Larrañaga Múgica: Catedrático de la Universidad Politécnica de Madrid. Premio de la Asociación Española de Inteligencia Artificial (AEPIA) en 2018[14] y Premio Nacional de Informática Aritmel 2013[15]

- Ernestina Menasalvas: Catedrática de la Universidad Politécnica de Madrid. Investigadora Española en el área de Big Data y Data Mining lidera el grupo de investigación Minería de Datos y Simulación (MIDAS) en la Universidad Politécnica de Madrid. Fue Vicerrectora de Doctorado de 2008 a 2012.

- Oscar Corcho García: Catedrático de la Universidad Politécnica de Madrid. Premio Juan López de Peñalver de la Real Academia de Ingeniería de España en 2016.[16]

- Víctor Maojo: Catedrático de la Universidad Politécnica de Madrid. Investigador en el área de la informática biomédica, es miembro fundador de la Academia Internacional de Informática de Ciencias de la Salud (IAHSI).[17]

- Alejandro Rodríguez González. Profesor Titular de la Universidad Politécnica de Madrid. Premio a la proyección investigadora de la UPM en 2017.[18]

- Daniel Manrique Gamo. Profesor Titular de la Universidad Politécnica de Madrid. Premio a la Investigación o al Desarrollo Tecnológico a profesores menores de 35 años en 2006.[19]